# Región Administrativa de Stuttgart
La Región Administrativa de Stuttgart (en alemán: Regierungsbezirk Stuttgart, en ocasiones llamada simplemente Región de Stuttgart, aunque este término puede llevar a confusión) es una de las cuatro regiones administrativas (Regierungsbezirk) del estado de Baden-Wurtemberg, Alemania, localizada al noreste del estado. Su capital es la ciudad de Stuttgart.
Se subdivide en tres subregiones o asociaciones regionales (Regionalverband): Heilbronn-Franken, Ostwürttemberg y Stuttgart.
Tiene un área de 10.558 km² y una población de 4.003.172 habitantes (2004).

## Geografía
La región de Stuttgart se encuentra al noreste del estado de
Baden-Wurtemberg y fue llamada hasta el 31 de diciembre de 1972 región de Nordwürttemberg.
Limita al sur con la región de Tubinga, al oeste con la región de Karlsruhe, y al norte
y al este con Baviera. Su extensión y límites actuales fueron definidos en la reforma territorial y administrativa del 1 de enero de 1973.
| Kreise (distritos) | Kreisfreie Städte (ciudades independientes) |
| --- | ------------------------------------------- |
| 1. Böblingen 2. Esslingen 3. Göppingen 4. Heidenheim 5. Heilbronn 6. Hohenlohe 7. Ludwigsburg 8. Meno-Tauber 9. Ostalb 10. Rems-Murr 11. Schwäbisch Hall | 1. Heilbronn 2. Stuttgart                   |

Las 37 Gran ciudades distritales (bajo control de oportunidad de la Presidencia Administrativa de la Región Administrativa de Stuttgart):
1. Aalen
2. Backnang
3. Bad Mergentheim
4. Bad Rappenau
5. Bietigheim-Bissingen
6. Böblingen
7. Crailsheim
8. Ditzingen
9. Ellwangen (Jagst)
10. Eppingen
11. Esslingen am Neckar
12. Fellbach
13. Filderstadt
14. Geislingen an der Steige
15. Giengen an der Brenz
16. Göppingen
17. Heidenheim an der Brenz
18. Herrenberg
19. Kirchheim unter Teck
20. Kornwestheim
21. Leinfelden-Echterdingen
22. Leonberg
23. Ludwigsburg
24. Neckarsulm
25. Nürtingen
26. Öhringen
27. Ostfildern
28. Remseck am Neckar, seit 1. Januar 2004
29. Schorndorf
30. Schwäbisch Gmünd
31. Schwäbisch Hall
32. Sindelfingen
33. Vaihingen an der Enz
34. Waiblingen
35. Weinstadt
36. Wertheim
37. Winnenden

## Política
Los presidentes de la región de Stuttgart, desde 1967, han sido:
- 1967–1977: Friedrich Roemer
- 1977–1989: Dr. Manfred Bulling
- desde 1989: Dr. Udo Andriof